# Hillview (Illinois)
Hillview é uma vila localizada no estado americano de Illinois, no Condado de Greene.

## Demografia
Segundo o censo americano de 2000, a sua população era de 179 habitantes.
Em 2006, foi estimada uma população de 173, um decréscimo de 6 (-3.4%).

## Geografia
De acordo com o United States Census Bureau tem uma área de
2,2 km², dos quais 2,2 km² cobertos por terra e 0,0 km² cobertos por água.

## Localidades na vizinhança
O diagrama seguinte representa as localidades num raio de 16 km ao redor de Hillview.